# 리시앙
리시앙(李响, 1993년 7월 2일 ~ )는 평영을 주종목으로 하는 중국의 수영 선수이다. 2014년 인천 아시안 게임 남자 평영 100m 결승 경기에서 동메달을 획득했다.